# Macrocoma abyssinica
Macrocoma abyssinica là một loài Rêu trong họ Orthotrichaceae. Loài này được (Müll. Hal.) Vitt mô tả khoa học đầu tiên năm 1980.